# Nicole Haislett
Nicole Lee Haislett (nacida el 16 de diciembre de 1972) fue una nadadora estadounidense de alta competición que ganó tres oros olímpicos, consiguió un récord del mundo y de Estados Unidos, y ganó ocho veces el campeonato universitario nacional.  Durante su carrera internacional, Haislett ganó veintidós medallas en campeonatos internacionales importantes, incluyendo catorce oros.

## Primeros años
Haislett nació en San Petersburgo, Florida en 1972. Aprendió a nadar a los 18 meses. En ese momento, sus padres solamente querían que estuviera cómoda en el agua, y no pretendían que la natación se convirtiera en el centro de su vida. Empezó a entrenar con el St. Pete Aquatics Club a la edad de seis años. Haislett fue al Lakewood High School en San Petersburgo, donde nadó para el equipo de natación estudiantil los Lakewood Spartans, ganando cuatro campeonatos estatales de instituto en Florida en dos años. Con 16 años ganó los eventos de 50 metros, 100 metros y 200 metros en los Campeonatos de Natación Abierta de EE. UU. de 1989. En el Campeonato Nacional de Piscina Corta de 1990 obtuvo el título nacional en el evento de 200 yardas libres.

## Carrera universitaria
Tras graduarse en el instituto, Haislett aceptó una beca atlética para acudir a la Universidad de Florida en Gainesville, Florida, donde nadó bajo las órdenes de los entrenadores Mitch Ivey y Chris Martin en el equipo de los Florida Gators en las competiciones de la Asociación Atlética Colegial Nacional (NCAA) de 1991 a 1994. Como nadadora Gator, ganó títulos nacionales de la NCAA en las 200 yardas libres durante cuatro años consecutivos de 1991 a 1994, las 200 yardas estilo en 1993, y las 500 yardas libres en 1994, y fue miembro de los equipos ganadores de relevos en los 4 x 100 libres de 1993 y los 4 x 100 estilos de 1994. Recibió 28 reconocimientos All-American en cuatro años, el máximo número posible. En cuatro años nadando, estuvo invicta en la Conferencia Southeastern (SEC), y fue reconocida como la Nadadora SEC del Año durante cuatro años consecutivos de 1991 a 1994, y Atleta Femenina SEC del Año (todos los  deportes) en 1993 y 1994. Fue la recipiente del premio Honda de Deportes en Natación y Trampolín en 1993/94, siendo reconocida como la nadadora universitaria más excepcional del año.

## Carrera internacional
Haislett fue la primera mujer estadounidense en derrotar a una nadadora de Alemania del este en los 100 metros libres desde los Juegos Olímpicos de 1972; lo hizo en los Goodwill Games de 1990 en Seattle, Washington. En los Campeonatos del Mundo Acuáticos de 1991 en Perth, Australia Occidental, Haislett ganó los 100 metros libres, y formó parte del equipo de relevos de los equipos ganadores estadounidenses en los 4 x 100 libres y 4 x 100 estilos, acabando con la supremacía total de 18 años de las mujeres de Alemania del este en los 100 metros libres en campeonatos del mundo. Haislett también formó parte del equipo estadounidense de relevos del 4x200, que fue posteriormente descalificado debido a un intercambio temprano pese a haber ganado la carrera en el agua.
Haislett se clasificó para cuatro eventos en los Juegos Olímpicos de 1992 en Barcelona, España.  Después de acabar con un decepcionante cuarto puesto en los 100 metros libres, Haislett ganó los 200 metros libres con un crono de 1:57.90 y obtuvo su primera medalla de oro olímpica. Nadando tras la alemana Franziska van Almsick para gastar menos energía, hizo lo que se describió como una "carrera perfecta". Fue miembro del equipo de EE. UU. ganador de los relevos 4 x 100 libres junto con Jenny Thompson, Dara Torres y Angel Martino, consiguiendo un nuevo récord mundial con un crono de 3:39.46 en la final además de ganar la medalla de oro.  Haislett nadó la parte libre en la parte preliminar de los relevos 4 x 100 estilos, consiguiendo su tercer oro.
Haislett fue la primera mujer estadounidense que nadó los 200 metros libres en menos de un minuto y cincuenta y ocho segundos (1:58), y mantuvo el récord de EE. UU. hasta 2003, cuando fue batido por Lindsay Benko. Tras seis meses residiendo en el Centro de Entrenamiento Olímpico estadounidense de Colorado Springs, anunció su retirada de la natación competitiva en 1995, citando su éxito previo y su falta de motivación y deseo de competir.

## Palmarés internacional
| Juegos Olímpicos | Juegos Olímpicos         | Juegos Olímpicos | Juegos Olímpicos  |
| Año              | Lugar                    | Medalla          | Prueba            |
| ---------------- | ------------------------ | ---------------- | ----------------- |
| 1992             | Atlanta (Estados Unidos) | Medalla de oro   | 200 m libres      |
| 1992             | Atlanta (Estados Unidos) | Medalla de oro   | 4 × 100 m libres  |
| 1992             | Atlanta (Estados Unidos) | Medalla de oro   | 4 × 100 m estilos |

## Vida tras la natación competitiva
Haislett se graduó por la Universidad de Florida con un grado en telecomunicaciones en 1996, y fue la entrenadora asistente del equipo femenino de natación de los Florida Gators bajo el entrenador principal Kevin Thornton de 1996 a 1997. Después, estudió para ser chef en el Instituto Culinario de Florida en West Palm Beach, Florida, y posteriormente trabajó como administradora y directora de actividades en una comunidad de ayuda asistencial para personas mayores. Fue incluida en el Hall of Fame deportivo de la Universidad de Florida como una "Gator Great" en 2004, y en el Hall of Fame de deportes de Florida en 2005. Haislett y su exmarido tiene una hija, Blake, que nació en 2006.

## Récord mundial
Relevos 4×100 metros libres (Mujeres)

| Tiempo  | Fecha               | Acontecimiento           | Ubicación         |
| ------- | ------------------- | ------------------------ | ----------------- |
| 3:39.46 | 28 de julio de 1992 | Juegos Olímpicos de 1992 | Barcelona, España |

Nota: ubicación y tiempo del récord según la lista de récords mundiales de natación de Estados Unidos.